# Anochetus risii
Anochetus risii är en myrart som beskrevs av Auguste-Henri Forel 1900. Anochetus risii ingår i släktet Anochetus och familjen myror. Inga underarter finns listade i Catalogue of Life.